# Steve Backshall
Stephen James Backshall, detto Steve (Surrey, 21 aprile 1973), è un naturalista e conduttore televisivo inglese vincitore di due premi BAFTA nel 2011 e conosciuto soprattutto per la conduzione del programma televisivo Deadly 60. Ha presentato oltre 1000 programmi televisivi, viaggiato in oltre 100 paesi ed è presidente di diverse associazioni benefiche sulla fauna selvatica, oltre ad aver conseguito un dottorato onorario. Nonostante le innumerevoli esperienze pericolose avute nel corso della vita, Steve insiste che l'animale più spaventoso e pericoloso è l'uomo.

## Primi anni
Nato a Bagshot, Surrey, Backshall è stato cresciuto in un podere, circondato da animali soccorsi. I suoi genitori lavoravano entrambi per la British Airways e hanno viaggiato in luoghi esotici da quando Backshall era un bambino. Ha viaggiato solo con uno zaino in spalla in Asia, India e Africa in giovane età e ha studiato Inglese e Studi Teatrali presso l'Università di Exeter, poi è andato a studiare biologia presso la Open University.

## Carriera
Dopo l'università, Backshall ha vissuto in Giappone per un anno, a studiare le arti marziali; ha ottenuto una cintura nera di judo e cintura marrone di karate. Il suo primo lavoro al ritorno nel Regno Unito era come autore delle Rough Guides in Indonesia e Sud Est Asiatico. Nel 1997 ha tentato di attraversare da solo tutta la metà occidentale della Nuova Guinea, allora conosciuta come Irian Jaya; rimase nella foresta pluviale per tre mesi, ma alla fine la spedizione non riuscì. Successivamente ebbe un'idea per una serie, acquistò una videocamera e andò nella giungla della Colombia, dove fece una ripresa pilota che ha venduto ad un canale televisivo del National Geographic, che ha usato il materiale nel 1998 per 'Adventurer in Residence'.
Backshall ha trascorso cinque anni come presentatore e produttore con la National Geographic, prima di trasferirsi al Really Wild Show della BBC nel 2003. Dopo quattro anni lo spettacolo è stato cancellato, e ha così iniziato a lavorare con il team di spedizione del Natural History Unit della BBC, conducendo serie come Lost Land of the Jaguar. Nel 2008 gli è stato commissionato Deadly 60, seguito dalla rubrica educativa Live n Deadly, il cui scopo era quello di ispirare i bambini a uscire e interessarsi alla fauna selvatica e all'avventura, e tuttora uno dei programmi di punta di Backshall. Nel 2010 e nel 2011 ha preso le redini del Backshall show on the road, un viaggio di 20 destinazioni in tutto il Regno Unito; ben 35.000 persone richiesero i biglietti ogni giorno per vedere Backshall rispondere alle domande che gli venivano poste sulla natura. La folla più numerosa del tour era di 14.000 persone.
Oltre ad essere un esperto di natura ed animali, Backshall è uno scalatore e alpinista, partecipa a gare di canoa, corse montane e diversi sport di resistenza. Ha scalato cime come il Cho Oyu e il Cholatse, nell'Himalaya, ed è un avanzato capo dell'Himalayan Expedition dell'Istituto Nehru di Alpinismo. Ha corso la Marathon des Sables per 243 km attraverso il deserto del Sahara nel 2005, per raccogliere fondi per la Wolf Trust. Ha partecipato alle Devizes a Westminster, una gara di canoismo e kayak che si estende per 125 miglia lungo il fiume Tamigi in 24 ore; ha gareggiato anche in numerose gare di triathlon, oltre ad aver partecipato in competizioni come gli eventi Extreme e Last Man Standing in Inghilterra.
Nel luglio 2008, durante il tentativo di scalare una parete rocciosa bagnata da una pioggia precedente, Backshall è precipitato da 10 metri sulle rocce nella valle del Wye, nella Foresta di Dean. L'impatto gli ha spostato il calcagno attraverso la parte inferiore del piede, slogato la caviglia e fratturato due vertebre nella schiena. Nel 2012 ha ricevuto un dottorato onorario presso l'Università di Exeter.

## Televisione

### Presentatore
- EarthPulse (2001-2003)
- The Really Wild Show (2003-2006)
- Lost Land of the Volcano (2009)
- Deadly 60 (2009-in corso)
- Deadly Art (2011-2012)
- Nature's Microworlds (narratore; 2012-2013)
- Wild Arabia (2013)
- Steve Backshall vs The Monster Mountain (2018)
- Blue Planet Live (2019)
- Expedition with Steve Backshall (2019)

### Produttore
- Game for It (2001)
- EarthPulse (2002)

## Libri
- Venom: Poisonous Creatures in the Natural World (2007)
- Looking For Adventure (2009)
- Predators (2011)
- The Falcon Chronicles
  - Tiger Wars (2012)
  - Ghosts of the Forest (2013)
  - The Wilds of the Wolf (2014)